# Gornji Bučik
Gornji Bučik es un pueblo de la municipalidad de Banovići, en el cantón de Tuzla, Bosnia y Herzegovina.

## Superficie
Posee una superficie de 4,31 kilómetros cuadrados.

## Demografía
Hasta 2013 la población era de 323 habitantes, con una densidad de población de 74,9 habitantes por kilómetro cuadrado.